# Loßbruch
Loßbruch (plattdeutsch: Lossbreoke) ist ein Ortsteil von Detmold im Kreis Lippe, Nordrhein-Westfalen, und liegt etwa sechs Kilometer nördlich vom Stadtzentrum entfernt. Die benachbarten Detmolder Ortsteile sind Klüt, Oettern-Bremke und Bentrup. Loßbruch gilt als frühgeschichtliche Siedlung und wird 1413 als Lossebruch und 1712 als Aufm lossen Broke urkundlich erwähnt. Loßbruch ist eng mit dem Nachbarort Bentrup verbunden, so haben beide Orte auch einen gemeinsamen Sportverein, den TSV Bentrup-Loßbruch von 1921. Aus der Chronik des MGV Liederkranz Bentrup-Loßbruch geht hervor, dass die Singabende vor 1914 nur im Winter abgehalten werden konnten, da die männlichen Bewohner vom Frühjahr bis zum Herbst auf Wanderschaft gingen, um in Ziegeleien zu arbeiten. Das änderte sich erst mit der zunehmenden Industrialisierung in Lippe. Nördlich vom Dorf liegt der Steinbruch Bentrup-Loßbruch.
Am 1. Januar 1970 wurde Loßbruch aus dem Kreis Lemgo aus- und in die Kreisstadt Detmold eingegliedert.
In Loßbruch wohnen auf einer Fläche von 1,0 km² insgesamt 826 Bürger (August 2006). Ortsbürgermeisterin ist derzeit Ingrid Dannhäuser (SPD), der Vertreter im Stadtrat ist Rüdiger Preuß (SPD).

## Einwohnerentwicklung
| Jahr      | 1860 | 1939 | 1962 | 2006 |
| Einwohner | 318  | 264  | 463  | 826  |
| --------- | ---- | ---- | ---- | ---- |